# Rugigegat
Rugigegat is een geslacht van vlinders uit de familie van de Houtboorders (Cossidae). De wetenschappelijke naam en de beschrijving van dit geslacht werden voor het eerst in 1990 gepubliceerd door Johan Willem Schoorl.
De soorten van dit geslacht komen voor in India en Sri Lanka.

## Soorten
- Rugigegat nigra (Moore, 1877)
- Rugigegat radzha Yakovlev, 2009